# Прист Ривер (Ајдахо)
Прист Ривер (енгл. Priest River) град је у америчкој савезној држави Ајдахо.

## Демографија
По попису из 2010. године број становника је 1.751, што је 3 (-0,2%) становника мање него 2000. године.
| Група             | 2000.         | 2010.         |
| Белци             | 1.647 (93,9%) | 1.617 (92,3%) |
| Афроамериканци    | 0 (0,0%)      | 1 (0,1%)      |
| Азијати           | 8 (0,5%)      | 11 (0,6%)     |
| Хиспаноамериканци | 28 (1,6%)     | 36 (2,1%)     |
| Укупно            | 1.754         | 1.751         |